# Naviraí
Naviraí is een gemeente in de Braziliaanse deelstaat Mato Grosso do Sul. De gemeente telt 45.627 inwoners (schatting 2009).

## Verkeer en vervoer
De plaats ligt aan de wegen BR-163, BR-487, MS-141 en MS-489.